# 王清宪
王清宪（1963年7月—），男，汉族，河北永年人。1983年7月参加工作，1986年8月加入中国共产党。南开大学哲学系本科毕业，中国社会科学院研究生院国民经济专业毕业。中华人民共和国政治人物。曾任中共山西省委常委、宣传部部长，中共山东省委常委、宣传部部长和青岛市委书记等职务。现任中共安徽省委副书记、安徽省人民政府省长。

## 生平
1979年9月，在南开大学哲学系学习。1983年7月，任黑龙江日报社助理记者。1987年9月，在中国社会科学院新闻研究所读硕士研究生。1990年7月，任人民日报社经济部编辑。1996年5月，任中国改革报社副总编辑。2000年1月，任中国信息报社总编辑（期间：2000年9月至2003年7月，在中国社科院研究生院读博士研究生）。
2004年9月，任山西省人民政府副秘书长、山西省政府研究室主任。2006年2月，任中共山西省委宣传部常务副部长。2008年3月，任山西省人民政府秘书长。
2011年1月，任中共晋城市委副书记、代市长、市长（4月当选）。
2013年2月，任中共运城市委副书记、代市长；3月正式当选市长。同年，当选为第十二届全国人民代表大会代表。
2016年5月，任中共吕梁市委书记。11月，升任中共山西省委常委、宣传部部长，不再兼任中共吕梁市委书记。
2017年11月，转任中共山东省委常委、宣传部部长；次年4月，改兼省委秘书长。2019年1月，中共中央批准：王清宪任中共青岛市委书记。
2021年1月，王清宪调任中共安徽省委副书记、省政府党组书记。2月1日，补选为安徽省省长。

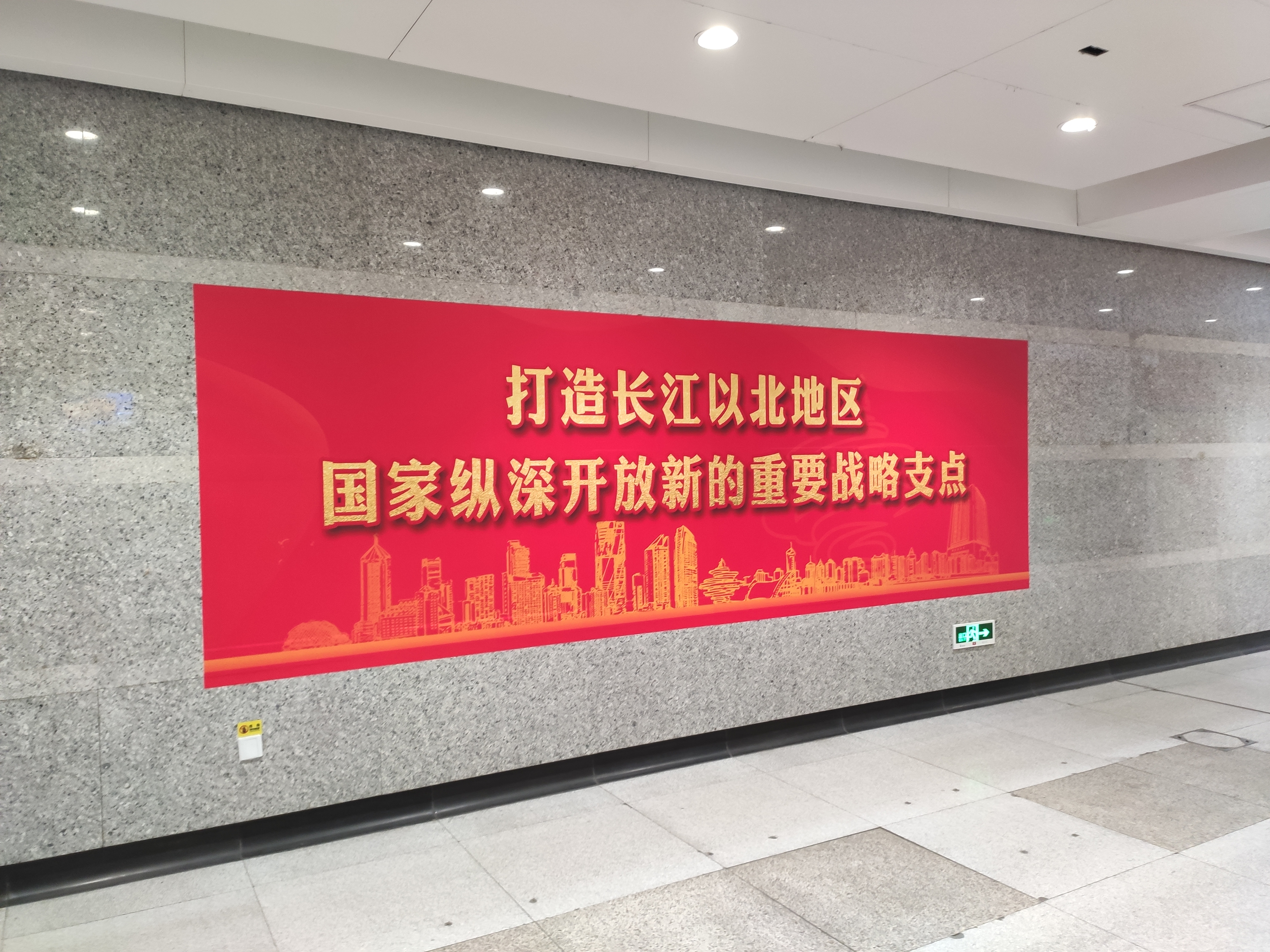
王清宪执政时期青岛市委宣传部制作的宣传画，体现了王清宪执政时代青岛的政治特征。